# 倒卵叶树萝卜
倒卵叶树萝卜（学名：Agapetes obovata）为杜鹃花科树萝卜属下的一个种。

## 扩展阅读
- 維基物種上的相關：倒卵叶树萝卜